# Robert Allenby

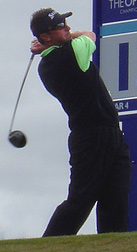
2004

Robert Allenby (1971) is een golfprofessional uit Australië.
Allenby's vader emigreerde als jonge man van Leeds naar Australië. Robert trouwde in 1999 met Sandy. Ze hebben een zoon (1999) en een dochter (2002).
Allenby is beschermheer en woordvoerder van het Challenge Cancer Support Network, dat sinds 1993 geld verzamelt voor onderzoek naar kanker en bloedziektes bij kinderen.

## Amateur
Toppunt van zijn amateurscarrière was de tweede plaats bij het Australisch Open in 1991. 

### Gewonnen
- 1989: Australian Juniors Amateur Championship
- 1990: Victorian Amateur Championship (Australia), Riversdale Cup
- 1991: Riversdale Cup

### Teams
- Eisenhower Trophy: (namens Australië): 1990

## Professional
Allenby werd in 1991 professional en speelde de eerste jaren op de Europese en Australasia Tour. De laatste jaren speelt hij vooral op de Amerikaanse PGA Tour. Hij woont nu in Florida.
Op de Europese Tour behaalde Allenby vier overwinningen, en eind 1996 stond hij nummer 3 op de Order of Merit. Kort daarna raakte hij betrokken bij een auto-ongeluk, maar hij herstelde goed en kwam in 1998 via de Tourschool op de Amerikaanse Tour. In zijn rookie jaar eindigde hij op de 125ste plaats, maar in 2000 behaalde hij zijn eerste overwinning.
In 2005 werd hij de eerste speler die in hetzelfde jaar de Australian Masters, het Australisch PGA Kampioenschap en het Australisch Open won.

### Gewonnen

#### Europese Tour
- 1994: Honda Open
- 1996: Alamo English Open, Peugeot Open de France, One 2 One British Masters

#### Australasia Tour
- 1991: Victorian Open (als amateur)
- 1992: Johnnie Walker Classic, Perak Masters
- 1993: Optus Players Championship
- 1994: Heineken Australian Open
- 1995: Heineken Classic
- 2000: Australian PGA Championship
- 2001: Australian PGA Championship
- 2003: MasterCard Masters
- 2005: Australian Open, Australian PGA Championship, MasterCard Masters
- 2009: Australian PGA Championship

#### Amerikaanse Tour
- 2000: Shell Houston Open na play-off tegen Craig Stadler
- 2000: Advil Western Open na play-off tegen Nick Price
- 2001: Nissan Open na play-off tegen Brandel Chamblee, Toshi Izawa, Dennis Paulson, Jess Sluman en Bob Tway
- 2001: Marconi Pennsylvania Classic

### Teams
- Alfred Dunhill Cup: (representing Australia): 1994, 1997
- World Cup: (namens Australië): 1993, 1995, 2009
- Presidents Cup: (Internationaal Team): 1994, 1996, 2000, 2003 (tie), 2009